# Pyrkon

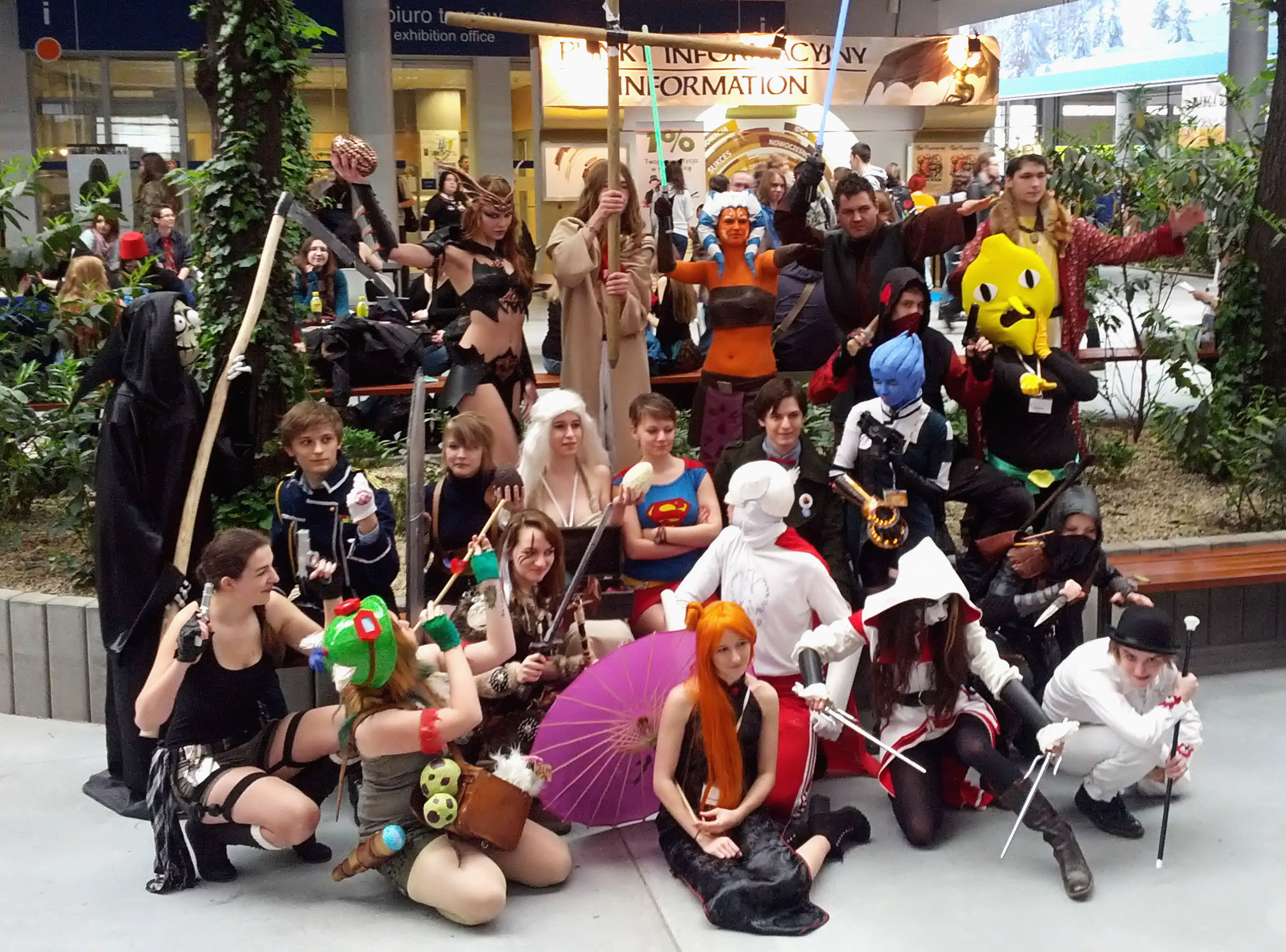
Pyrkon 2014

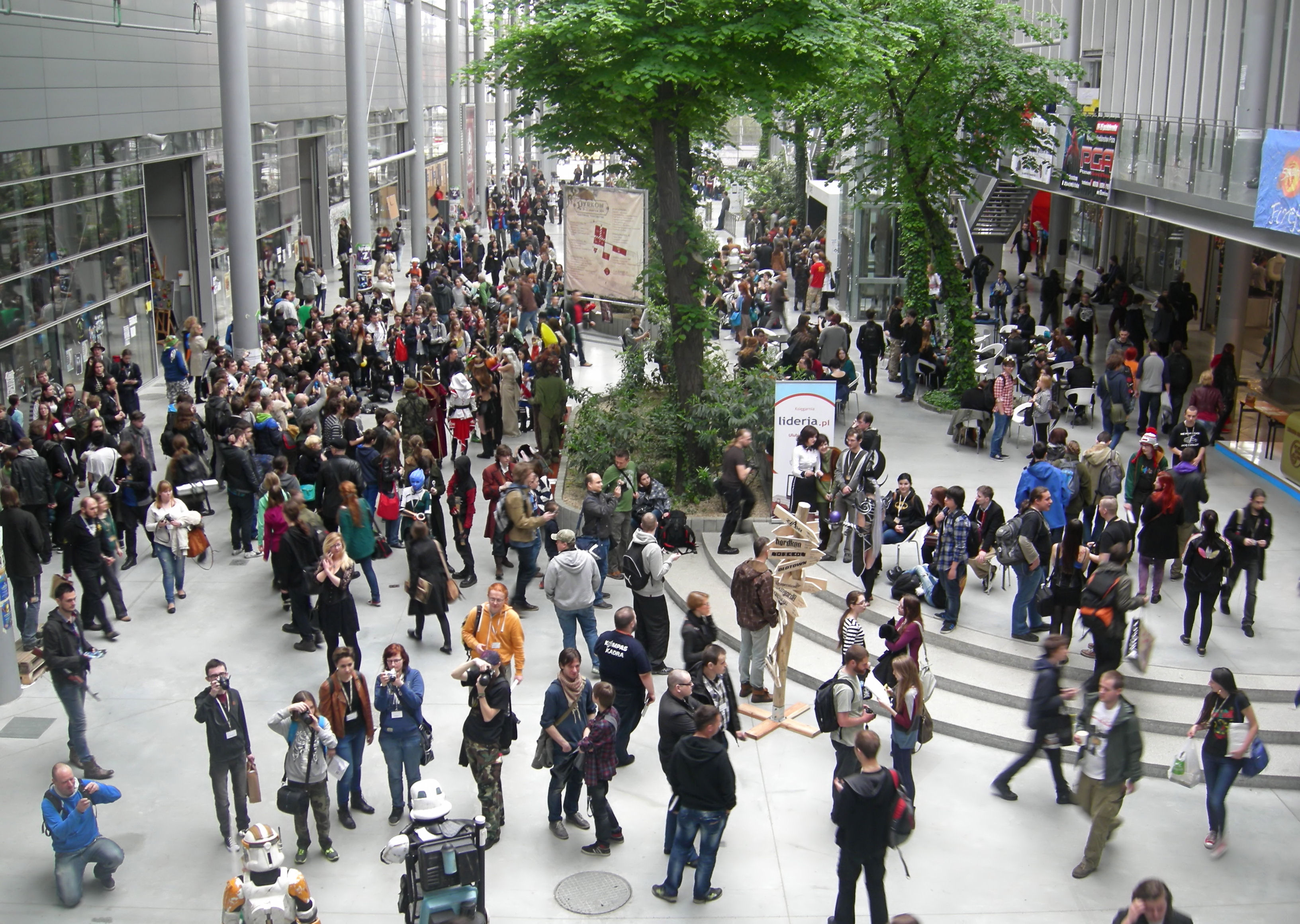
Pyrkon 2014

Pyrkon is een van de grootste en bekendste speculatieve fictie-conventies in Europa. Het vindt jaarlijks plaats in Poznań in het weekend na de maartequinox. Het wordt georganiseerd om contacten te leggen en literatuur, stripverhalen, films, tv-series en computerspellen te promoten. Pyrkon is het grootste evenement van dit type in Polen en een van de grootste in Europa (meer dan 55.000 mensen in 2022). 

## Geschiedenis
Het festival bestaat sinds 2000 en wordt georganiseerd door de vereniging Druga Era ("Het Tweede Tijdperk"), een club van fantasyliefhebbers. In het begin was Pyrkon een klein evenement dat in schoolgebouwen plaatsvond. In 2011 werd het echter vanwege het grote aantal bezoekers naar de handelsbeurs van Poznań verplaatst.

## Etymologie
Er zijn twee theorieën over de oorsprong van de naam. Volgens de ene komt de naam uit de Beschrijving van Griekenland van Pausanias die Pyrkon beschreef als tussenpersoon van Poseidon in het Orakel van Delphi. De andere theorie telt dat de naam Pyrkon een verbinding van de woordkern pyr- en het suffix –kon is. Pyra betekent in het dialect van de provincie Groot-Polen aardappel (de basis van de lokale keuken) en –kon is een afkorting voor conventie.

## Programma
Aanvankelijk bestond het programma uit rollenspellen, ontmoetingen met enkele auteurs en spelruimtes waarin verschillende bordspellen gespeeld werden. In de loop der tijd werd het festival internationaal steeds bekender en werden meer attracties aangeboden. Omdat het meerdere gebouwen van de handelsbeurs bezet, kunnen er op hetzelfde moment verschillende activiteiten plaatsvinden zoals ontmoetingen met auteurs, concerten, tentoonstellingen, lezingen, spelruimtes, LARP-ruimtes. Ook nodigt Pyrkon veel bekende auteurs uit, zowel buitenlandse (onder andere Adrian Tchaikovsky, Graham Masterton, Sandy Petersen, Lauren Beukes, Siergiej Legieza) als Poolse (Andrzej Sapkowski, Jarosław Grzędowicz, Anna Brzezińska, Adrzej Pilipiuk). Sinds 2013 worden de lezingen ook in het Engels gegeven om meer buitenlandse bezoekers aan te trekken.